# Département Djourouf al Ahmar
Das Département Djourouf al Ahmar (arabisch مقاطعة جرف الأحمر) ist ein Département im Osten des Tschad. Es liegt im westlichen Teil der Provinz Sila, die Hauptstadt ist Am Dam. Beim Zensus im Jahr 2009 wurden 71.472 Einwohner gezählt.

## Verwaltungsuntergliederung
Das Département ist in 3 Unterpräfekturen unterteilt:
- Am Dam
- Haouich
- Magrane